# Climat, la part d'incertitude
Climat, la part d'incertitude (en anglais, Unsettled: What Climate Science Tells Us, What It Doesn't, and Why It Matters) est un essai du physicien américain Steven E. Koonin, publié en 2021, considéré comme niant ou minimisant la réalité et l'ampleur du changement climatique d'origine humaine.

## Thèse
Le cœur de la thèse de l'ouvrage est que les connaissances scientifiques sur le changement climatique ne sont pas aussi certaines que les chercheurs et le Groupe d'experts intergouvernemental sur l'évolution du climat (GIEC) ne l'affirment, ceux-ci pêchant par alarmisme, que la précision et la fiabilité des modèles climatiques laissent à désirer, que « la vérité n’est pas aussi anxiogène qu’on le pense » et qu'en conséquence il n'y a pas de raison d'engager une politique d'atténuation du changement climatique en réduisant drastiquement les émissions de gaz à effet de serre (GES),,,,.
Il conclut à l’invraisemblance d'une réduction des émissions humaines de gaz à effet de serre et présente comme des alternatives la géoingénierie et l'adaptation au changement climatique.

## Réception critique
Selon Libération, qui s'appuie notamment sur les explications de la climatologue Françoise Vimeux, le discours de Steven E. Koonin « oscille entre climatoscepticisme et climato-rassurisme » (soit le fait de reconnaître l'existence du réchauffement climatique et son origine humaine, mais d'en minimiser les conséquences). Pour François-Marie Bréon, physicien et auteur du cinquième rapport d'évaluation du GIEC, l'auteur procède à « une présentation tronquée et malhonnête des choses[,] sélectionne certaines informations et oublie volontairement le reste », usant de la technique du cherry picking. Le média spécialisé InsideClimate News écrit que Steven E. Koonin est critiqué pour la manière dont il tire des conclusions à portée générale à partir d'éléments précis, en laissant penser à tort aux lecteurs que les climatologues dissimulent la vérité.
S'agissant des incertitudes scientifiques relatives au changement climatique, l'économiste et auteur de rapports du GIEC Gary Yohe souligne dans Scientific American que si elles étaient importantes aux débuts de la recherche sur le changement climatique, elles sont désormais beaucoup plus faibles, et que les prévisions des années 1990 se sont révélées correctes. Le physicien Mark Boslough (en), ancien élève de Steven Koonin, dénonce quant à lui l'usage du sophisme de l'épouvantail, qui consiste à attribuer à la communauté scientifique des affirmations qui lui sont étrangères. Le site Climate Feedback, qui partage ce constat, en donne un exemple : Steven Koonin affirme que la fréquence et la sévérité des tornades n'a pas augmenté, laissant supposer que les climatologues auraient prédit une telle augmentation et se seraient trompé, or une telle hausse ne fait pas partie des conséquences prévues du réchauffement climatique.
Mark Boslough et le chercheur australien Ian Lowe soulignent également que, contrairement à ce que sous-entend l'ouvrage de Steven Koonin, les climatologues sont parfaitement conscients des incertitudes scientifiques liées au climat (au premier titre desquelles celle entourant la sensibilité climatique) et qu'elles sont déjà prises en compte, y compris dans les modèles climatiques ; Mark Boslough ajoute que ces incertitudes sont la source d'un risque accru, et non moindre comme l'affirme Koonin,.
À l'inverse, un article du quotidien américain The Wall Street Journal encense l'ouvrage, qui « réfute une grande partie du récit politique dominant » ; il fait lui-même l'objet d'une vérification des faits par le site spécialisé Climate Feedback, à laquelle ont participé douze chercheurs, qui conclut « qu'il s'appuie sur un ensemble d'affirmations trompeuses et fausses », comme l'ouvrage. En France, l'essai bénéficie d'une recension positive par Judith Waintraub dans Le Figaro,.
Parmi les affirmations de l'ouvrage jugées trompeuses ou erronées par des chercheurs ou journalistes spécialisés dans le climat figurent celles sur l'absence de hausse des températures et la fréquence des vagues de chaleur aux États-Unis durant le siècle passé, l'absence de hausse de la fréquence des événements météorologiques extrêmes, le rythme de fonte de l'inlandsis du Groenland et celui de la hausse de la montée des océans ou encore l'impact du réchauffement climatique sur les feux de forêts,,.

## Diffusion

### Édition originale
En 2023, l'ouvrage s'est écoulé à plus de 200 000 exemplaires (versions numériques et audio incluses).

### Édition française
L'ouvrage, traduit en français, est publié en octobre 2022 aux éditions L'Artilleur, principal éditeur depublications climato-dénialistes,. Son auteur se déplace en France en mars 2023 pour en faire la promotion sur Sud Radio et par l'intermédiaire de l'association climato-dénialiste Association des climato-réalistes. À la même période, 15 000 exemplaires ont été écoulés — le double en septembre 2024. L'essai fait ainsi partie des ouvrages climato-dénialistes à large diffusion, mis en avant sur les librairies en ligne, en France, en Suisse romande et en Belgique ; il est également souvent cité dans la sphère climato-dénialiste sur les réseaux sociaux.
En septembre 2024, l'ouvrage sert de source principale à une vidéo intitulée « Réchauffement climatique : décryptage d'une arnaque mondiale », longue de plus d'une heure, publiée par le vidéaste d'extrême droite Le Raptor et visionnée plusieurs centaines de milliers de fois ; celle-ci accumule les affirmations trompeuses sur la physique du climat, sur la fiabilité des modèles climatiques et sur le fonctionnement du GIEC,.

## Éditions
- (en) Steven E. Koonin, Unsettled: what climate science tells us, what it doesn’t, and why it matters, Dallas, BenBella Books. Inc., 2021, 252 p. (ISBN 978-1-953295-24-8).
- Steven E. Koonin (trad. Marie-France Pavillet), Climat, la part d’incertitude, Paris, L'Artilleur, coll. « Interventions », 2022, 348 p. (ISBN 978-2-8100-1137-7).